# Tagalog minor
Tagalog minor är en skalbaggsart som beskrevs av Hüdepohl 1994. Tagalog minor ingår i släktet Tagalog och familjen långhorningar. Inga underarter finns listade i Catalogue of Life.